# 아난다

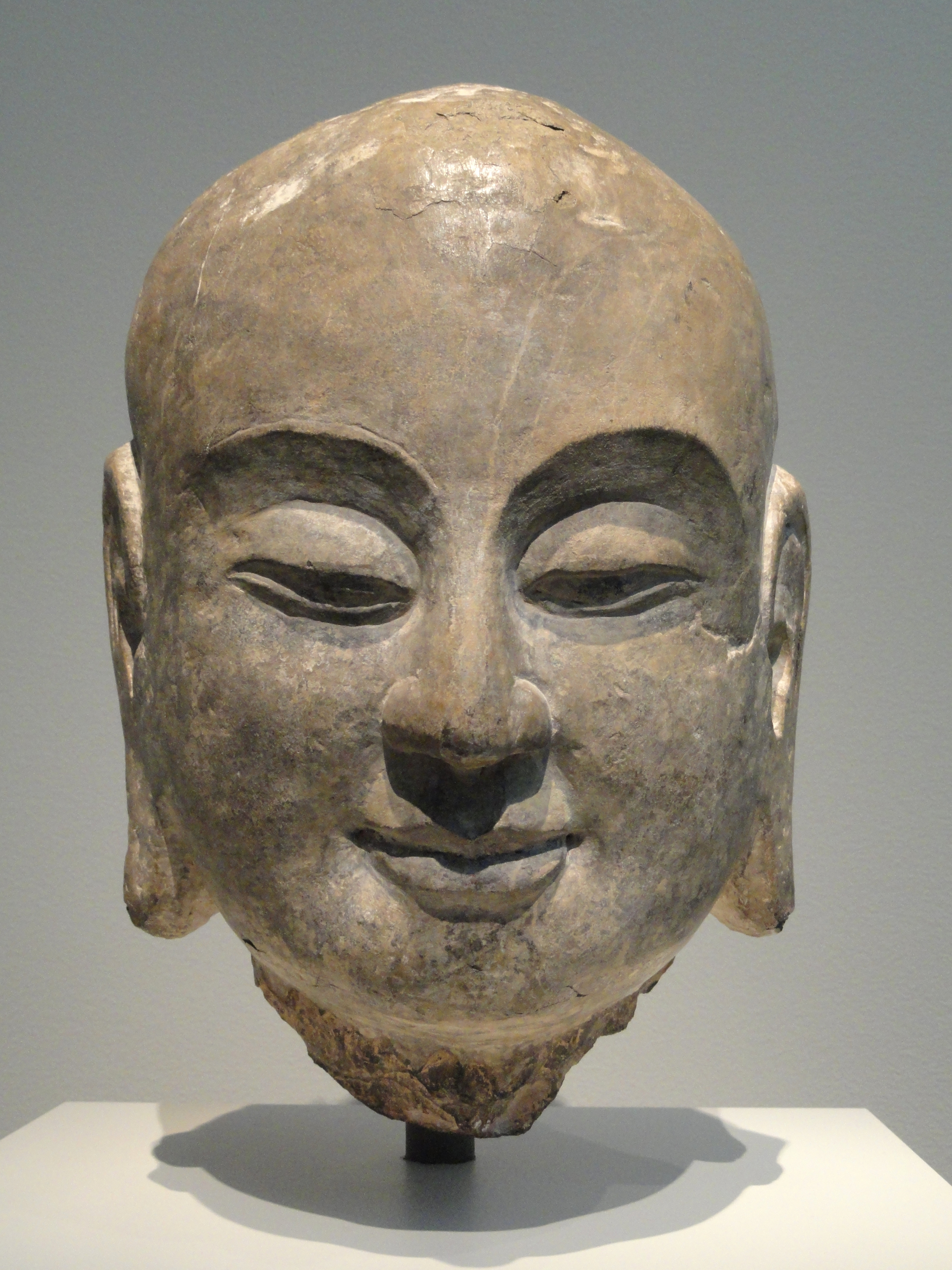

아난다(Ananda)는 인도 카필라바스투의 승려다. 고타마 붓다의 10대 제자 가운데 한 사람으로 아난타(阿難陀) 또는 아난(阿難)이라고도 불린다. 아난다는 고타마 붓다의 사촌 동생이다. 의역하여 경희(慶喜)라고도 불린다.
고타마 붓다는 특정한 시자를 두지 않았는데, 대중들 천거에 따라 아난다가 시자를 맡게 되었으며, 그 후 20년간 고타마 붓다를 모셨다. 고타마 붓다의 반열반을 지켜보았으며, 고타마 붓다 입멸 후 마하가섭의 지휘하에 열린, 불교 경전의 편찬을 위한 제1차 결집 회의에서 큰 역할을 하였다.

## 참고 문헌
- 이 문서에는 다음커뮤니케이션(현 카카오)에서 GFDL 또는 CC-SA 라이선스로 배포한 글로벌 세계대백과사전의 내용을 기초로 작성된 글이 포함되어 있습니다.